# Fritz Pollard, Jr.
Frederick Douglas "Fritz" Pollard, Jr., född 18 februari 1915 i Springfield i Massachusetts, död 14 februari 2003 i Washington, D.C., var en amerikansk friidrottare.
Pollard blev olympisk bronsmedaljör på 110 meter häck vid sommarspelen 1936 i Berlin.